# Butylka
Butylka (russisch Бутылка), die Flasche, war ein russisches Volumen- und Flüssigkeitsmaß. Aus einem Gefäß zur Messung von Flüssigkeiten entwickelte sich das Maß und galt bis zur Einführung des metrischen Systems um 1899.
- 1 Winnaja Butylka = 1⁄6 Wedro = 0,786 Liter (Wein)
- 1 Wodotschnaja Butylka/Piwnaja Butylka = 1⁄20 Wedro = 0,615 Liter  (Wasser/Bier)